# Elite 500 Dos Mares
Elite 500 Dos Mares est un gratte-ciel résidentiel de 228 mètres construit en 2017 dans la ville de Panama au Panama. 